# Surfin’ U.S.A.
A Surfin’ U.S.A. a The Beach Boys második nagylemeze. Elődjéhez hasonlóan ennek az albumnak borítóján is a Capitol Records A&R menedzserének, Nick Venet-nek neve szerepelt producerként.
A Surfin’ U.S.A. címadó dala hozta meg a széles körű sikert a zenekarnak, és az album számai jelzik Brian Wilson dalszerzői és hangszerelői önbizalmának növekedését is. A teltebb vokálhangzást a vokálsávok megduplázásával érték el, megteremtve ezzel a Beach Boys sajátos hangzását. Hasonlóan, mint a Surfin’ Safari esetében, erős a gyanú, hogy a lemez producere valójában nem Venet volt, hanem Wilson.
További érdekesség, hogy a lemez tizenkét dala között öt instrumentális surf rock-szám található, melyek közül a Stoked Brian Wilson első instrumentális szerzeménye. A Surf Jam című dalban kapott először az akkor 16 éves Carl Wilson dalszerzői kreditet.
Természetesen a kislemezre másolt címadó dal került a figyelem középpontjába, de az albumon egyéb gyöngyszemek is találhatók. A Farmer’s Daughter-t, Brian Wilson első falzett hangon énekelt dalát 1980-ban feldolgozta a Fleetwood Mac. A Lonely Sea, melyet még a Surfin’ Safari ülésein rögzítettek, és amely Brian első Gary Usherrel közösen írt dala volt, már Wilson későbbi, fatálisan melankolikus hangulatú dalait idézi.
A címadó számnak, a Beach Boys első nagy slágerének köszönhetően az album az együttes első aranylemeze lett, és az amerikai albumlista második helyéig jutott. 1965-ös újrakiadásakor a Surfin’ U.S.A. 17. lett a brit kislemezlistán. A dal olyan erősen emlékeztet Chuck Berry Sweet Little Sixteen-jére, hogy Berry perrel való fenyegetőzése után a zenekar kénytelen volt őt társszerzőként feltüntetni a borítón.
A Surfin’ U.S.A. szerepel a Rock and Roll Hall of Fame "500 dal, amely hatással volt a rock and roll fejlődésére" listáján. A digitaldreamdoor.com "100 legjobb surf rock szám" listáján a Surf Jam a 44. helyen végzett

## Az album dalai
1. "Surfin’ U.S.A." (Brian Wilson/Chuck Berry) – 2:27
  - Szólóvokál: Mike Love
2. "Farmer's Daughter" (Brian Wilson/Mike Love) – 1:49
  - Szólóvokál: Brian Wilson
3. "Misirlou" (Roubanis/Wise/Leeds/Russell) – 2:03
  - Instrumentális
4. "Stoked" (Brian Wilson) – 1:59
  - Instrumentális
5. "Lonely Sea" (Brian Wilson/Gary Usher) – 2:21
  - Szólóvokál: Brian Wilson
6. "Shut Down" (Brian Wilson/Roger Christian) – 1:49
  - Szólóvokál: Mike Love
7. "Noble Surfer" (Brian Wilson/Mike Love) – 1:51
  - Szólóvokál: Mike Love
8. "Honky Tonk" (Doggett/Scott/Butler/Sheper/Glover) – 2:01
  - Instrumentális
9. "Lana" (Brian Wilson) – 1:39
  - Szólóvokál: Brian Wilson
10. "Surf Jam" (Carl Wilson) – 2:10
  - Instrumentális
11. "Let's Go Trippin'" (Dick Dale) – 1:57
  - Instrumentális
12. "Finders Keepers" (Brian Wilson/Mike Love) – 1:38
  - Szólóvokál: Mike Love

### Kislemezek
- Surfin’ U.S.A./Shut Down (Capitol 4932), 1963. március 4., US #3; #34 UK 
("Shut Down" US #23)
  - A Surfin’ U.S.A. jelenleg egy CD-n kapható a Surfin’ Safari-val, 1962-63-ban felvett, korábban kiadatlan bónuszdalokkal kiegészítve.
  - A Surfin’ U.S.A. (Capitol (S) T 1890) a 2. helyig jutott az Egyesült Államokban, 78 hetet töltött a listán.

## Külső hivatkozások
- "Lonely Sea" – Greg Panfile elemzése Archiválva 2007. január 6-i dátummal a Wayback Machine-ben
- A Surfin’ U.S.A. dalszövegei Archiválva 2007. június 22-i dátummal a Wayback Machine-ben